# Moekrin bin Abdoel Aziz al-Saoed
Moekrin bin Abdoel Aziz Al-Saoed (Arabisch: مقرن بن عبدالعزيز آل سعود) (Riyad, 15 september 1945) was sedert januari 2015 de kroonprins van Saoedi-Arabië tot 28 april 2015 toen hij aan de kant werd geschoven voor zijn halfneef Mohammed ben Nayef.

## Afkomst
Moekrin is de jongste nog levende zoon van Abdoel Aziz (hij had 34 oudere broers) en dat maakt hem derhalve tot prominent lid van het huis van Saoed. Zijn moeder was de oorspronkelijk uit Jemen afkomstige Baraka Al Yamaniyah, Abdoel Aziz' 18e echtgenote. Moekrin is getrouwd met Abta bint Hamoud Al Rashid en hij heeft 14 kinderen.

## Opleiding en loopbaan

### Carrière bij de luchtmacht
Moekrin is in Engeland opgeleid bij de luchtmachtschool van de Royal Air Force in Cranwell, en is vervolgens piloot geweest voor de Saoedische luchtmacht. Hij klom daar op tot commandant.

### Politieke carrière
In 1980 werd hij benoemd tot gouverneur van de provincie Hail, een rol die hij tot 1999 vervulde. In dat jaar werd hij, als opvolger van zijn halfbroer Abdoel, benoemd tot gouverneur van de provincie Medina om daar orde op zaken te stellen nadat daar tijdens de hadj rellen waren uitgebroken. Deze rol vervulde hij tot 2005, toen hij benoemd werd tot hoofd van de Saoedische inlichtingendienst. In 2014 is hij benoemd tot vice-kroonprins. Door de dood van koning Abdoellah was hij in januari 2015 tot kroonprins aangesteld, maar behield deze positie maar tot april 2015 toen hij als te Jemenitisch gezind terzijde werd geschoven en als kroonprins opgevolgd door zijn neef Mohammed ben Nayef die in 2017 de plaats moest ruimen voor de zoon van koning Salman. Op 8 maart 2020 werd hij samen met zijn halfbroer Ahmed en neef Mohammed ben Nayef in opdracht van kroonprins Mohammad bin Salman al-Saoed gearresteerd wegens verraad.